# Пулкорга
Пулко́рга (рос. Пулкорга) — дрібний острів у Білому морі, біля північного краю Онезького півострова. Адміністративно відноситься до Приморського району Архангельської області Росії.
Острів розташований за 1,2 км на північ від мису Ухтнаволок при вході до протоки Жижгинська Салма. Раніше на острові був встановлений освітлюваний знак для полегшення проходження суден протокою. В 1995 році він був зруйнований.
Поверхня острова скеляста, кам'яниста, звільнена від рослинності.